# Camino de Vézelay
El Camino de Vézelay, la Vía Lemosina o, en latín, la Via Lemovicensis es de uno de los cuatro caminos de Francia del Camino de Santiago. Pasa por Limoges, de donde toma uno de sus nombres, pero su lugar de reunión y de salida es la Abadía de la Madeleine en Vézelay. Atraviesa el país etapa tras etapa hasta el pueblo vasco de Uhart-Mixe, hasta la estela de Gibraltar (Xibaltarreko hilarria en euskera) , donde se funde con la Via Turonensis y la Via Podiensis. El camino pasa en su primer tramo por Bourges y Châteauroux. Existe, no obstante, una variante más al sur, por Nevers.
Este camino es uno de los cuatro ramales principales que cruzan el país en dirección suroeste hacia Santiago de Compostela y que conjuntamente han merecido su inscripción en 1998 como Patrimonio de la Humanidad con el título de Caminos de Santiago de Compostela en Francia. En esa declaración ninguno de los tramos de este camino de Vézelay ha merecido su inscripción individual, que sí han merecido once monumentos que se encuentran a lo largo de su trayecto.
El camino atraviesa cuatro regiones —Borgoña, Centro-Val de Loira, Lemosín y Aquitania— y once departamentos —Nièvre, Yonne, Cher, Indre, Creuse, Alto Vienne, Dordoña, Lot-et-Garonne, Gironda, Landas y Pirineos Atlánticos—.

## Historia
Los peregrinos a Santiago , también llamados Jacquets, que optaban por la vía Lemovicensis llegaban de Bélgica, de las Ardenas, de Lorena o de la Champaña, y se reunían en Borgoña, en torno al esplendor románico de la Madeleine de Vézelay.
Reunidos en Saint-Père o en Asquins, estos últimos tenían entonces la opción entre dos itinerarios: por La Charité-sur-Loire, Bourges y Châteauroux, o por Nevers, Saint-Pierre-le-Moûtier y Neuvy-Saint-Sépulchre.
Por Nevers o la catedral de Bourges, henchida del esplendor de sus vidrieras coloridas, la vía Lemovicensis entraba en el Lemosín, del cual lleva el nombre, para alcanzar el célebre santuario de Saint Léonard, que tanto apreciaba Aimery Picaud.
Después de Périgueux, una vez franqueadas la Dordoña y el Garona, la temida travesía de las Landas de Gascuña era relativamente breve por este camino, que se unía a la Via Turonensis y a la Via Podiensis en la encrucijada de Gibraltar a de Uhart-Mixe, cerca de Ostabat.

## Los caminos de Santiago
Según el capítulo primero del Guide du Pèlerin de Aymeric Picaud, son cuatro las rutas que llevan a Santiago de Compostela:
- la Via Turonensis, que sale de París, barrio del Châtelet por Tours
- la Via Lemovicensis, que sale de Vézelay y pasa por Limoges (Lemovicum)
- la Via Podiensis, que sale de Le Puy-en-Velay
- la Via Tolosana, que sale de Arlés y pasa por Tolosa de Francia (Toulouse)

Las tres primeras se reúnen en Uhart-Mixe y después atraviesan los Pirineos por el Puerto de Roncesvalles. Se encuentran en Puente la Reina, en territorio español, con la cuarta, que franquea los Pirineos por el Puerto de Somport. De ahí ya un único camino conduce a Santiago el Camino francés.
Las informaciones de la Guía del Peregrino son bastante sumarias. A cada cual correspondía el hacer su camino. En nuestros días las indicaciones permiten una mejor preparación del viaje. Otros caminos los que han sido descritos ya:
En Francia:
- Vía Domitia – Camino de Santiago
- Camino del Piemonte Pirenaico
- Camino de Soulac Litoral Aquitano

En España:
- Camino de Santiago aragonés
- Camino del Norte

## Monumentos inscritos Patrimonio de la Humanidad
| Código  | Imagen | Nombre                                                        | Lugar                   | Departamento | Región                | Coordenadas                                    |
| ------- | ------ | ------------------------------------------------------------- | ----------------------- | ------------ | --------------------- | ---------------------------------------------- |
| 868-001 |        | Catedral de Saint-Front                                       | Périgueux               | Dordoña      | Aquitania             | 45°11′02.6″N 0°43′22.6″E / 45.184056, 0.722944 |
| 868-002 |        | Iglesia de Saint-Avit-Sénieur                                 | Saint-Avit-Sénieur      | Dordoña      | Aquitania             | 44°46′N 0°48′E / 44.767, 0.800                 |
| 868-003 |        | Antigua abadía de Le Buisson-de-Cadouin                       | Le Buisson-de-Cadouin   | Dordoña      | Aquitania             | 44°50′N 0°54′E / 44.833, 0.900                 |
| 868-004 |        | Antigua catedral de Bazas                                     | Bazas                   | Gironda      | Aquitania             | 44°25′53.4″N 0°12′40.7″E / 44.431500, 0.211306 |
| 868-014 |        | Abadía de Saint-Sever                                         | Saint-Sever             | Landas       | Aquitania             | 43°45′N 0°34′O / 43.750, -0.567                |
| 868-024 |        | Iglesia prioral de Sainte-Croix-Notre-Dame                    | La Charité-sur-Loire    | Nièvre       | Borgoña               | 47°10′38.5″N 3°00′58.7″E / 47.177361, 3.016306 |
| 868-025 |        | Iglesia de Santiago de Asquins                                | Asquins                 | Yonne        | Borgoña               | 47°28′57.6″N 3°45′14.9″E / 47.482667, 3.754139 |
| 868-026 |        | Antigua abadía de Sainte-Madeleine (*)                        | Vézelay                 | Yonne        | Borgoña               | 47°27′59.4″N 3°44′53.9″E / 47.466500, 3.748306 |
| 868-027 |        | Colegiata de San Esteban (antigua colegiata de Saint-Jacques) | Neuvy-Saint-Sépulchre   | Indre        | Centro-Valle de Loira | 46°35′44.2″N 1°48′30.1″E / 46.595611, 1.808361 |
| 868-028 |        | Catedral de Saint-Etienne de Bourges (*)                      | Bourges                 | Cher         | Centro-Valle de Loira | 47°04′56.3″N 2°23′53.7″E / 47.082306, 2.398250 |
| 868-035 |        | Iglesia de Saint-Léonard                                      | Saint-Léonard-de-Noblat | Alto Vienne  | Lemosín               | 45°50′14.4″N 1°29′22.5″E / 45.837333, 1.489583 |

## El camino actual
de Vézelay a Uhart-Mixe (Estela de Gibraltar)

### Región de Borgoña
- En el departamento de Yonne:

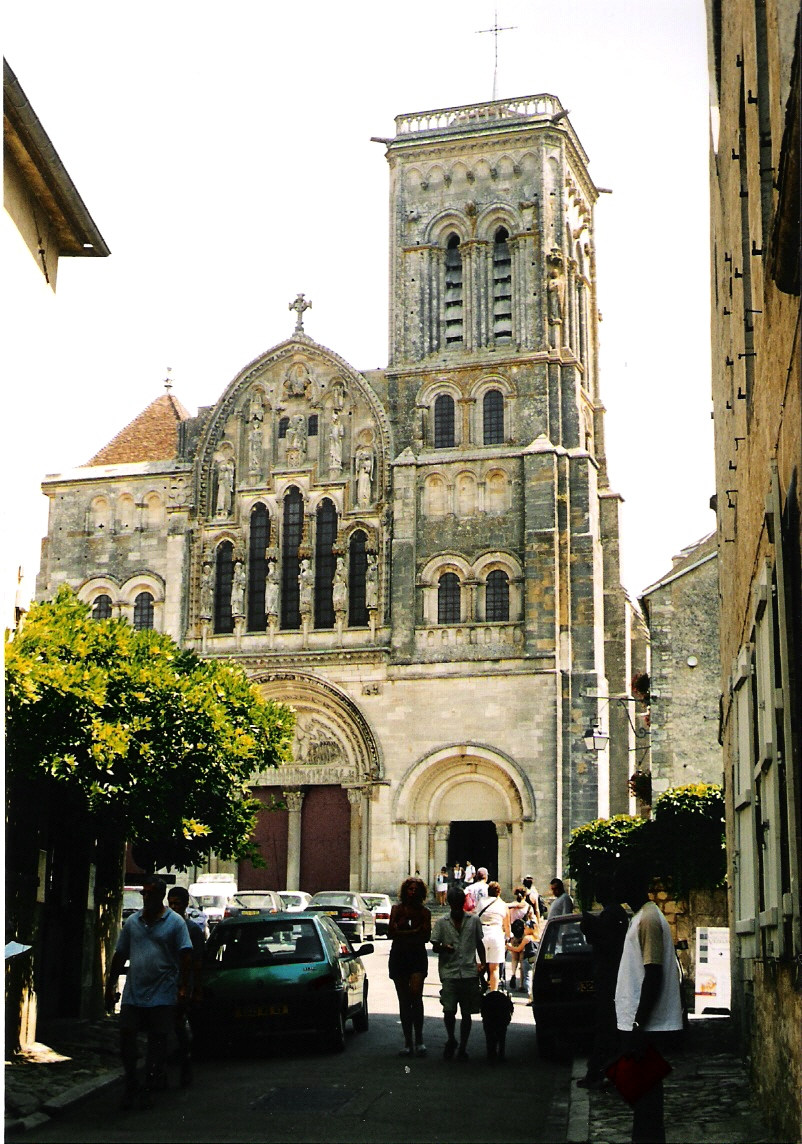
Abadía de Vézelay, punto de partida.

- Vézelay, punto de partida de la Via Lemovicensis, con su abadía de la Magdalena ( Patrimonio de la Humanidad (con el nombre de «Caminos de Santiago de Compostela en Francia», n.º ref. 868-026)    (1998)).
- Asquins, otro punto de reunión de los peregrinos, con su Iglesia de Santiago de Asquins ( Patrimonio de la Humanidad (con el nombre de «Caminos de Santiago de Compostela en Francia», n.º ref. 868-025)    (1998)).
- Chamoux
- La Maison-Dieu

- En el departamento de Nièvre:

- Asnois
- Tannay
- Cervenon
- Cuncy-lès-Varzy
- Varzy y la iglesia Saint-Pierre
- Champlemy
- Châteauneuf-Val-de-Bargis
- Arbourse
- Murlin
- Raveau
- La Charité-sur-Loire, con su Abadía de Notre-Dame, hija mayor de la de Cluny.

### Región de Centro-Val de Loira
- En el departamento de Cher:

- La Chapelle-Montlinard
- Saint-Martin-des-Champs
- Sancergues
- Charentonnay
- Couy
- Gron
- Brécy
- Sainte-Solange

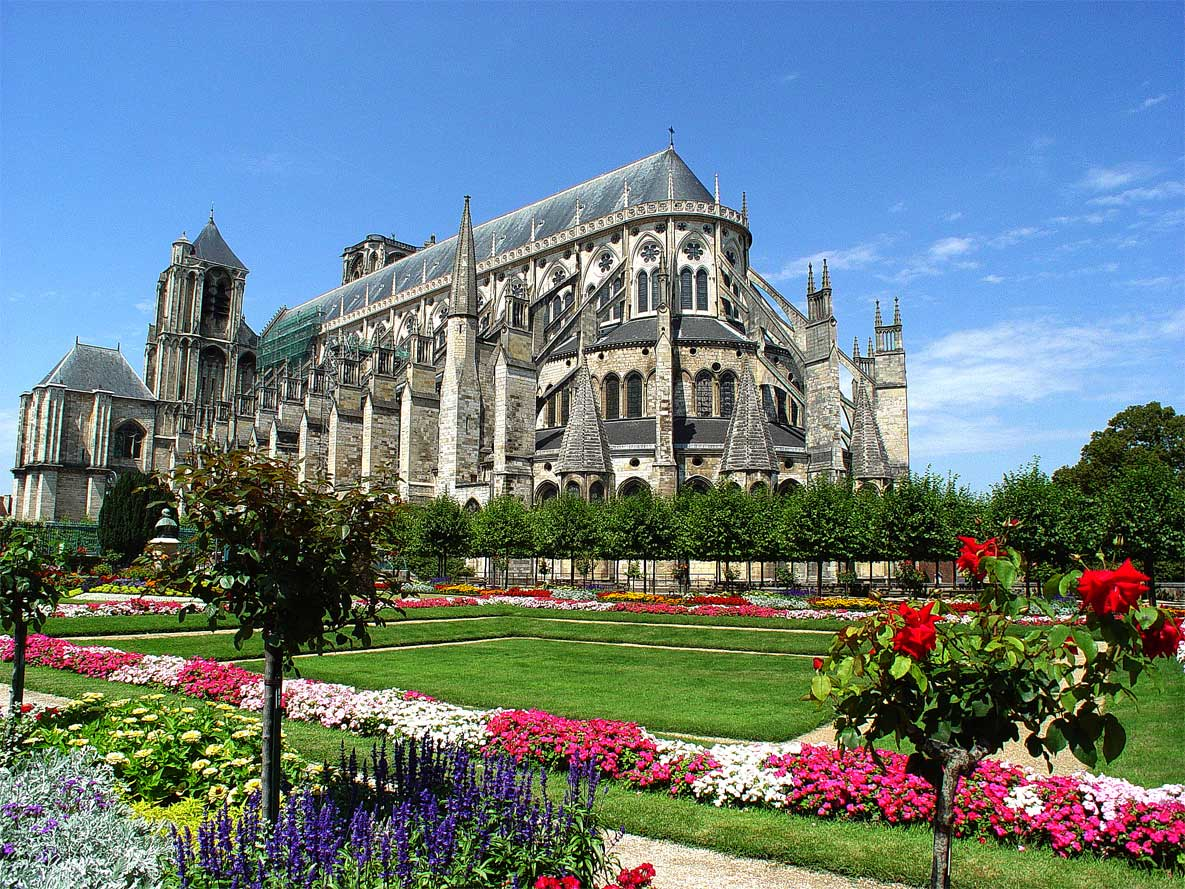
La catedral de San Esteban de Bourges.

- Bourges, con la Catedral de San Esteban ( Patrimonio de la Humanidad (con el nombre de «Caminos de Santiago de Compostela en Francia», n.º ref. 868-028)    (1998)) y el Palacio Jacques Cœur.
- La Chapelle-Saint-Ursin
- Morthomiers
- Villeneuve-sur-Cher
- Chârost

- En el departamento de Indre:

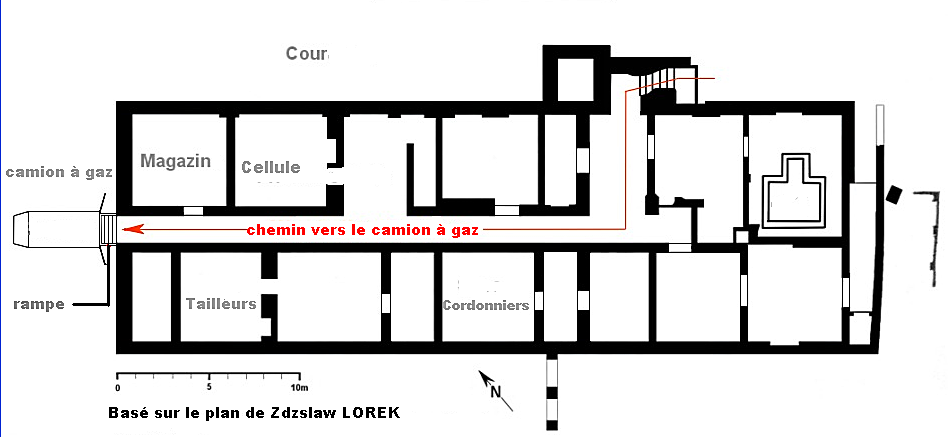
Castillo de la Gargilesse.

- Issoudun, y la colegial de Saint-Cyr.
- Déols, la abadía cluniacense de Notre-Dame de Déols.
- Châteauroux, la iglesia de los Cordeliers, y la Iglesia de Saint-Martial
- Velles
- Argenton-sur-Creuse, la Capilla de Notre-Dame-des-Bancs
- Gargilesse-Dampierre, la Iglesia de Notre-Dame
- Cuzion
- Éguzon-Chantôme, la Iglesia de Argentière

### Región de Lemosín
- En el departamento de Creuse:
- Crozant con su castillo
- La Chapelle-Baloue
- La Maisonbraud y Lourioux, junto con Saint-Germain-Beaupré, de la que forman parte.
- Saint-Agnant-de-Versillat, incluye Les Chassagnes
- Bousseresse y La Souterraine
- La Rebeyrolle en Saint-Priest-la-Feuille
- Grand Neyrat en Chamborand
- Bénévent-l'Abbaye
- Les Rorgues en Marsac
- Arrènes
- Saint-Goussaud, incluye Redondessagne y Millemilange

- En el departamento de Alto Vienne:

- La Besse
- Les Billanges
- Saint-Laurent-les-Églises
- Le Châtenet-en-Dognon
- Lajoumard

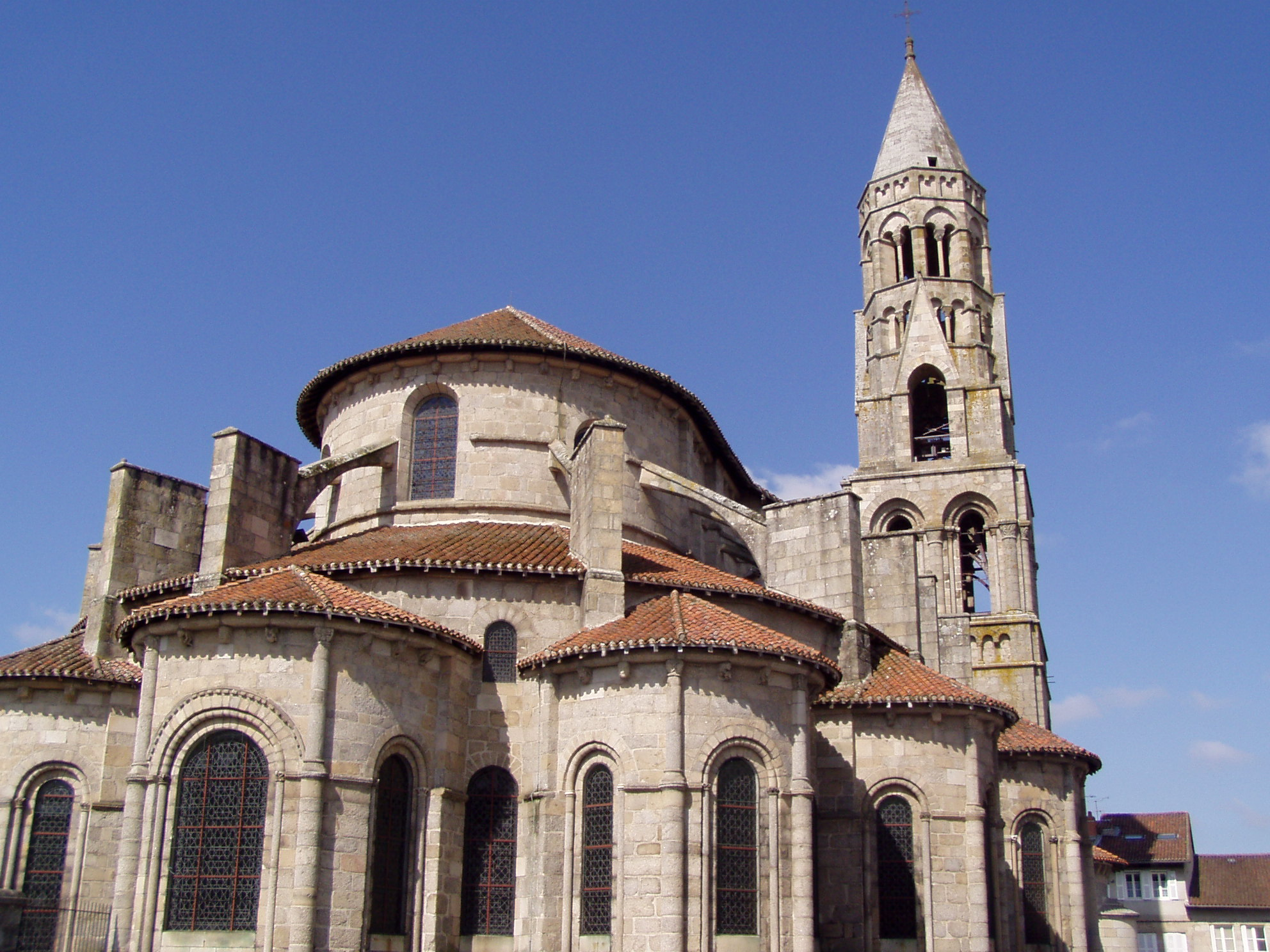
Colegial de Saint-Léonard de Noblat

- Saint-Léonard-de-Noblat y su Iglesia colegiata de San Leonardo de Noblat  ( Patrimonio de la Humanidad (con el nombre de «Caminos de Santiago de Compostela en Francia», n.º ref. 868-035)    (1998)).
- La Chapelle
- Feytiat
- Limoges, que ha dado su nombre a este camino, con su Catedral de San Esteban
- Mérignac
- Aixe-sur-Vienne
- Saint-Martin-le-Vieux
- Flavignac iglesia y tesoro y su albergue peregrino
- Châlus y su castillo

### Región de Aquitania
- En el departamento de Dordoña:

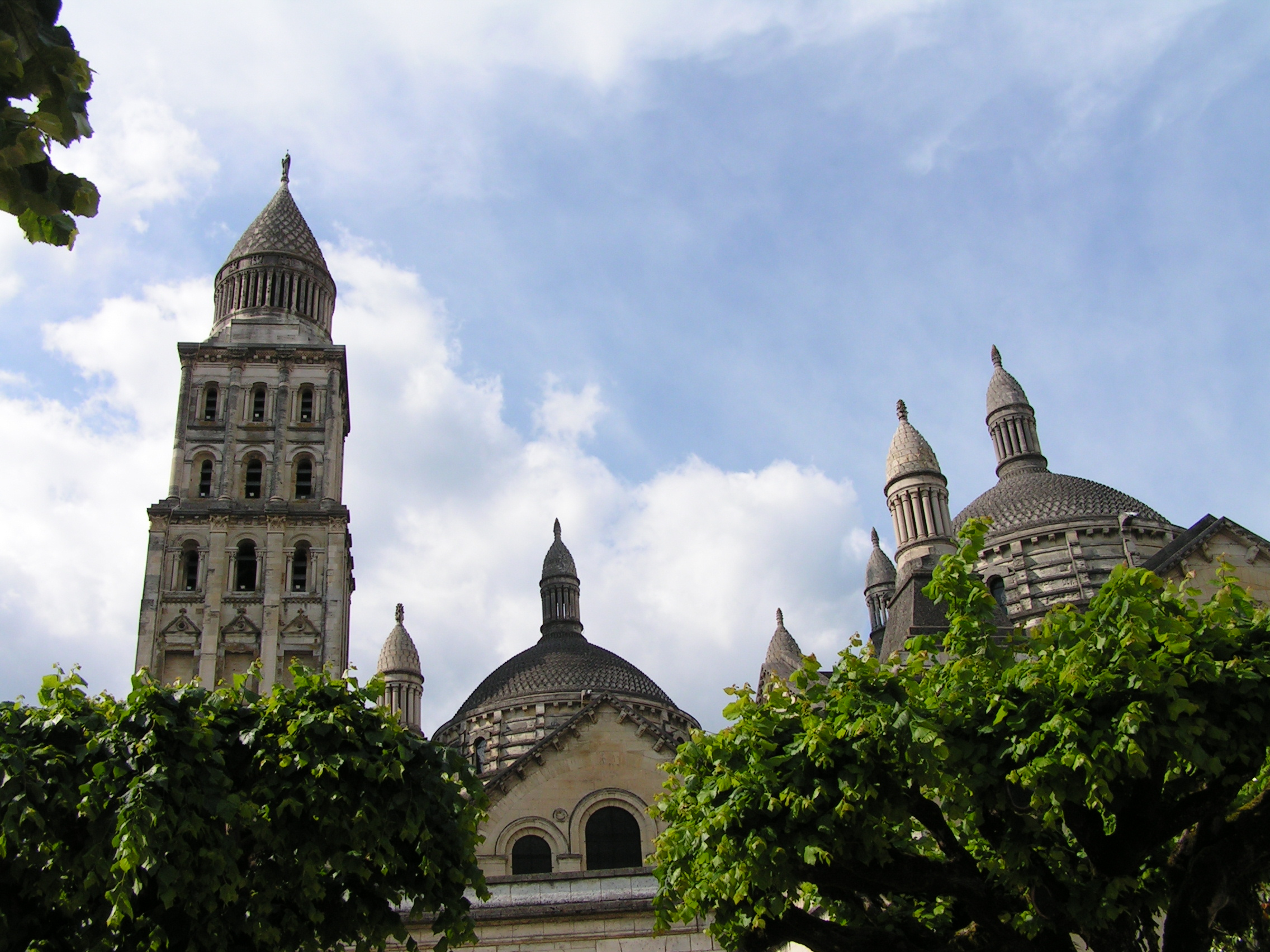
La Catedral de Saint-Front de Périgueux

- La Coquille, que debe su nombre (la concha) a este camino
- Chaleix
- Thiviers y su iglesia de Notre-Dame
- Saint-Jean-de-Côle, y la iglesia de San Juan Bautista
- Brantôme y su abadía
- Sorges, la Iglesia de Saint Germain
- Cornille
- Périgueux y su catedral de Saint-Front ( Patrimonio de la Humanidad (con el nombre de «Caminos de Santiago de Compostela en Francia», n.º ref. 868-001)    (1998)).
- Chancelade, con su abadía
- Le Buisson-de-Cadouin: antigua abadía de Buisson-de-Cadouin y su sudario
- Campsegret
- Lembras, y la Iglesia de San Juan Bautista
- Bergerac, la Iglesia de Santiago
- Saint-Laurent-des-Vignes y la Iglesia de San Martín
- Sigoulès, la Iglesia dedicada a Santiago
- Eymet y su bastida

- En el Departamento de Lot-et-Garonne:

- La Sauvetat-du-Dropt
- Duras y su castillo de los Duques

- En el Departamento de Gironda:

- Sainte-Foy-la-Grande
- Pellegrue
- Saint-Ferme
- Monségur, bastida del siglo XIII.
- Roquebrune
- Saint-Hilaire-de-la-Noaille
- La Réole, la iglesia de San Pedro
- Pondaurat
- Auros
- Bazas, la catedral gótica de San Juan Bautista ( Patrimonio de la Humanidad (con el nombre de «Caminos de Santiago de Compostela en Francia», n.º ref. 868-004)    (1998))
- Cudos
- Captieux

- En el departamento de Landas:

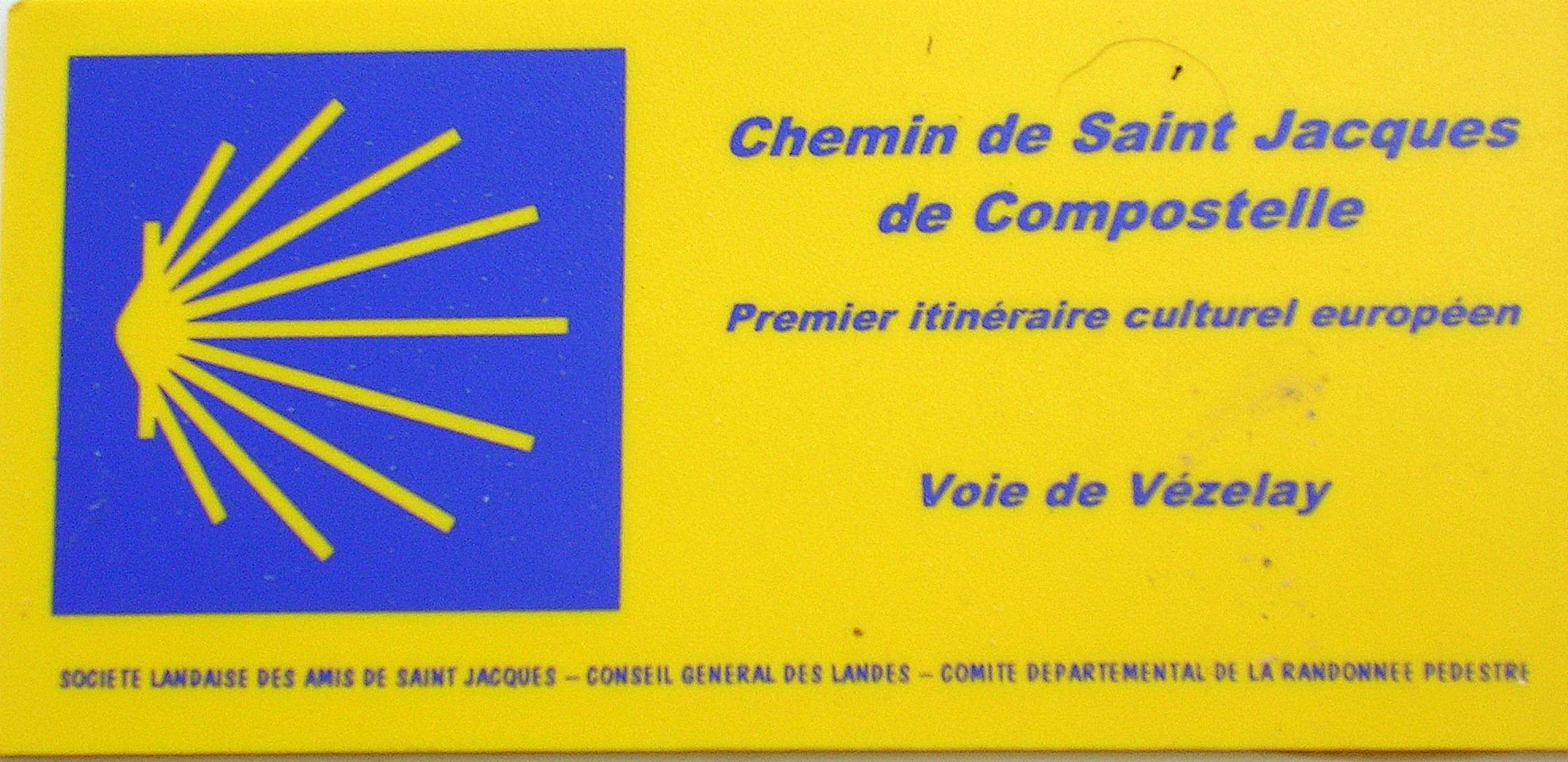
Itinerario señalizado de la vía Lemovicensis del Camino de Santiago en las Landas.

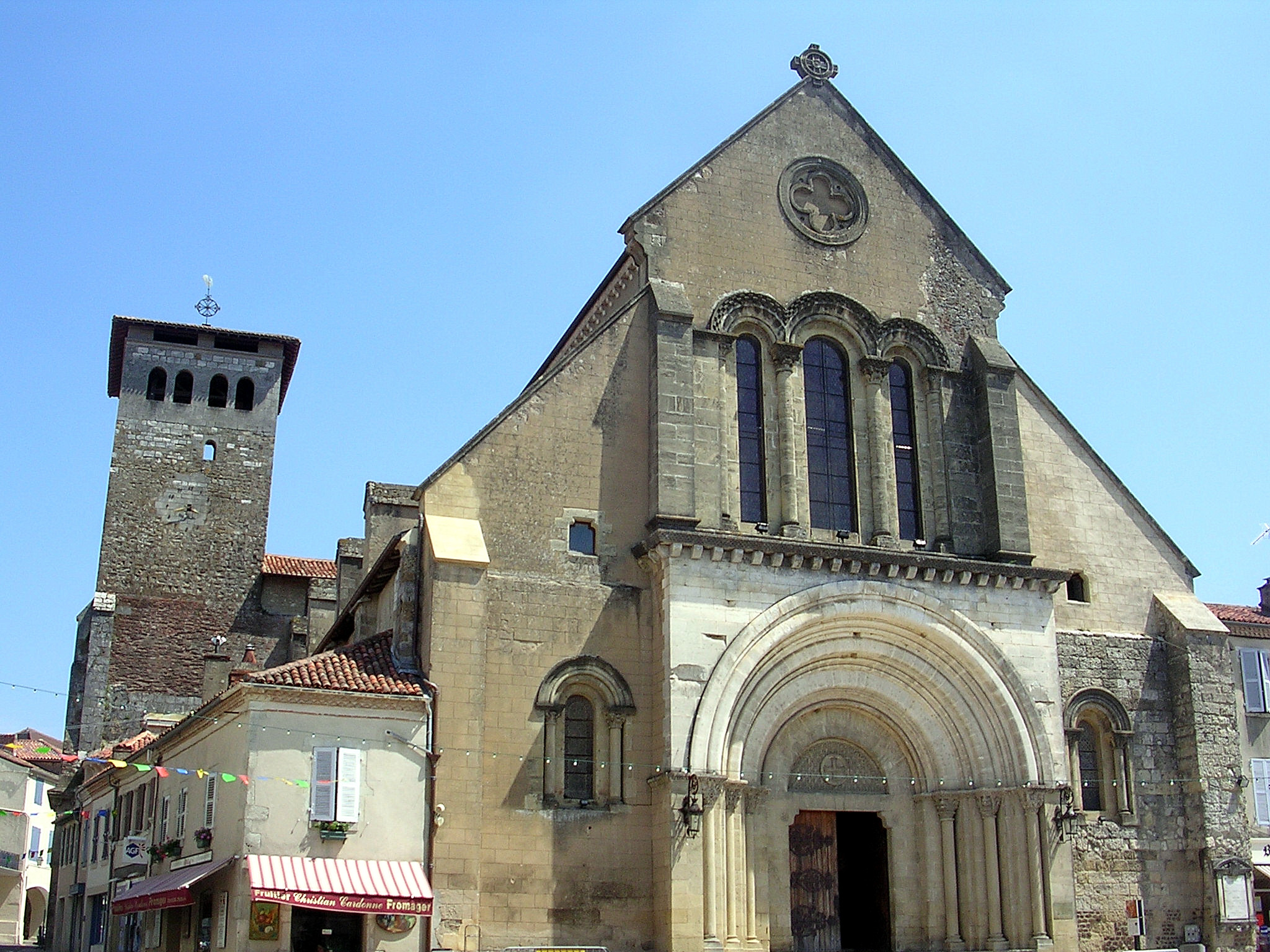
Abadía de Saint-Sever.

- Retjons, capilla de Lugaut, con frescos del siglo XI. Mojón indicando 1000 km de camino a Santiago
- Roquefort, campanario fortificado de la iglesia, que tiene su origen en la torre del homenaje de un castillo del siglo X
- Bostens, Iglesia Sancta Maria de Balesteno del siglo XI
- Gaillères
- Bougue
- Mont-de-Marsan, la Iglesia de la Magdalena.
- Saint Pierre-du-Mont y su priorato
- Benquet y su iglesia de St Christau, del siglo XI
- Saint-Sever, su iglesia abacial (UNESCO) ( Patrimonio de la Humanidad (con el nombre de «Caminos de Santiago de Compostela en Francia», n.º ref. 868-014)    (1998)), el convento de los Jacobinos y su célebre Beatus del Apocalipsis.
- Audignon, y su notable iglesia románica, de Santa María, declarada monumento
- Horsarrieu
- Hagetmau, y la cripta de Saint-Girons, joya del arte románico
- Labastide-Chalosse
- Argelos 
- Beyries

Variante entre Bazas y Mont-de-Marsan:
- Bazas
- Lencouacq, y los restos de la Comandería de los Hospitalarios (siglo XIII)
- Cachen
- Maillères
- Canenx-et-Réaut
- Lucbardez-et-Bargues
- Saint-Avit
- Mont-de-Marsan, tras el cual se prosigue el itinerario arriba mencionado hasta Beyries

- En el departamento de Pirineos Atlánticos:

- Sault-de-Navailles
- Sallespisse

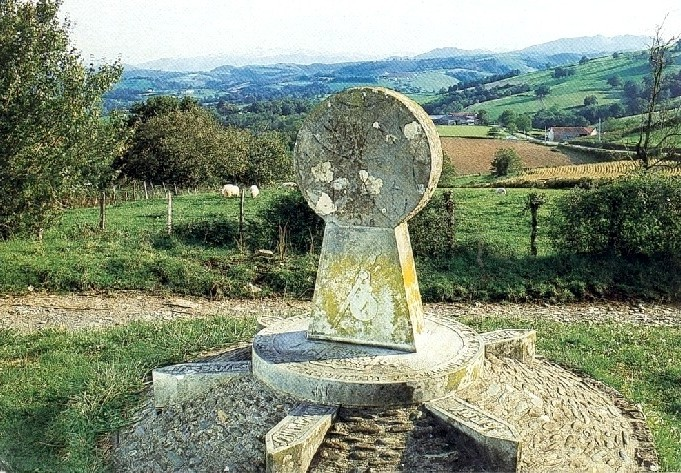
Uhart-Mixe, la Cruz de Gibraltar, fin de la vía Lemovicensis.

- Orthez, su puente sobre el Gave de Pau y la Iglesia de San Pedro
- L'Hôpital-d'Orion
- Sauveterre-de-Béarn, la Iglesia de Saint-André y su puente de leyenda
- Uhart-Mixe.

En Uhart-Mixe, la Via Lemovicensis (Vézelay, Limoges) se encuentra con la Turonensis (París, Tours) a Saint-Palais y la Vía Podiensis (Le Puy) a la altura de Encrucijada de Gibraltar, en Uhart-Mixe. Los tres caminos ya no forman más que uno, que mantiene el nombre de Turonensis. La Via Lemovicensis propiamente dicha termina aquí y el camino sigue de esta manera:
- Arros
- Saint Jean-le-Vieux
- San Juan Pie de Puerto y después el cruce de la frontera española en el Puerto de Roncesvalles, a la altura de Puerto Ibañeta.

A partir de ahí el camino continúa por España bajo el nombre de Camino navarro hasta Puente la Reina. Es en esta etapa donde la cuarta vía, la Tolosana (Arlés, Toulouse), que atraviesa la frontera española por el puerto de Somport, se junta con ella y se funden.
Los cuatro caminos que salen de Francia ya no son más que uno y la ruta hacia Santiago sigue bajo el nombre de Camino Francés.

## Variante de Vézelay por Nevers
- En el departamento de Yonne:

- Vézelay
- Pierre-Perthuis, a orillas del Cure los peregrinos podían oír la misa en la antigua capilla del castillo en el burgo

- En el departamento de Nièvre:

- Bazoches, y su capilla de San Roque
- Lormes
- Corbigny, y su abadía benedictina de San Leonardo
- Saint-Révérien y su iglesia de Saint Revérien
- Prémery
- Nevers, la catedral de Saint-Cyr-et-Sainte-Julitte, la iglesia de San Esteban el convento de Saint-Gildard, y su palacio ducal
- Saint-Pierre-le-Moûtier y su iglesia del priorato

- En el departamento de Allier:

- Lurcy-Lévis

- En el departamento de Cher:

- Charenton-du-Cher
- Saint-Amand-Montrond, la iglesia de Saint-Amand
- Bruère-Allichamps, su priorato y la abadía de Noirlac (1136)
- Meillant, su castillo
- Le Châtelet y la iglesia abacial de Puyferrand
- Châteaumeillant y su iglesia benedictina de Saint Genès

- En el departamento de Indre:

- La Châtre
- Nohant-Vic, la casa de George Sand y los frescos románicos de la iglesia de Vic
- Varennes-sur-Fouzon y su abadía
- Neuvy-Saint-Sépulchre y su iglesia del Santo Sepulcro en la Colegiata de San Esteban (antigua colegiata de Saint-Jacques) ( Patrimonio de la Humanidad (con el nombre de «Caminos de Santiago de Compostela en Francia», n.º ref. 868-027)    (1998)).
- Cluis y su iglesia de San Esteban-Saint Paxent
- después se retoma el camino en Éguzon-Chantôme